# Диадем-Пик
Диадем-Пик (англ. Diadem Peak) — горная вершина в Канадских Скалистых горах, расположена в Колумбийском ледниковом поле в долине реки Сануапта в национальном парке Джаспер (Альберта, Канада). Представляет собой фактически наивысшую точку гребня, спускающегося от находящейся немного выше горы Вулли. Высота вершины составляет 3371 м над уровнем моря. 

## Название
Гора была названа в 1898 году первой группой восхождения Дж. Норманом Колли, Хью Статфилдом и Германом Вулли. Достигнув вершины, они обнаружили «корону» («диадему») из снега высотой около 30 м, покрывающую почти плоский слой скал наверху.

## История

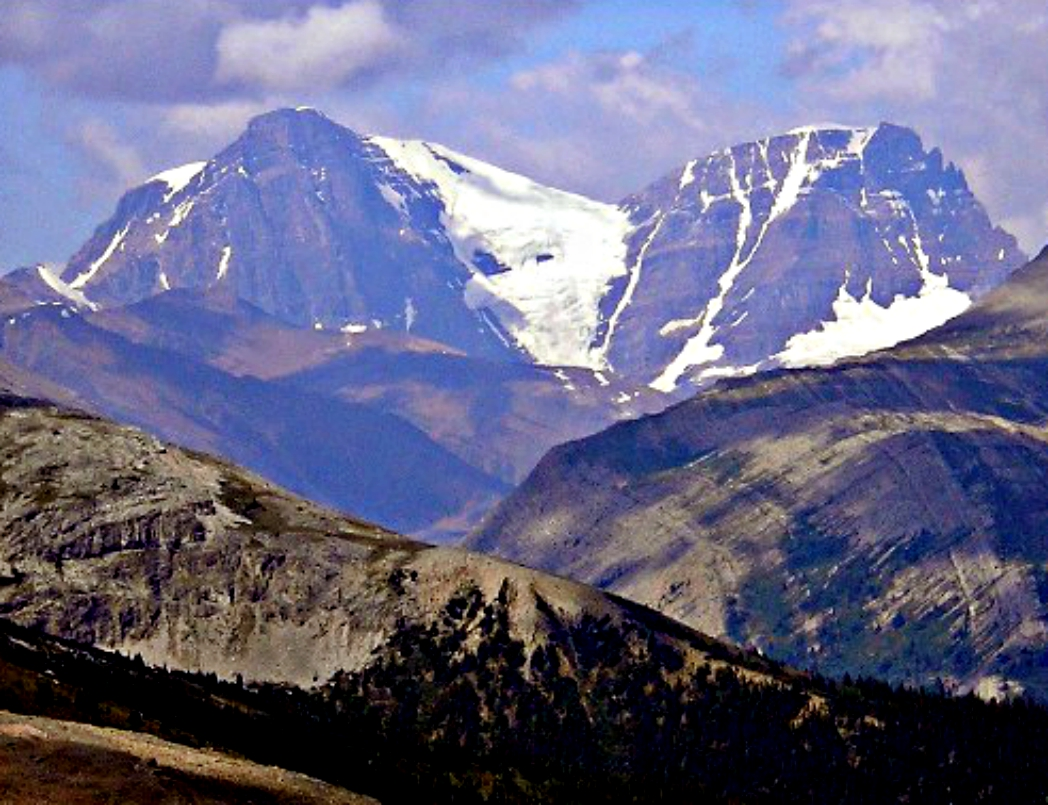
Диадем-Пик (слева) и Вулли (справа) от хребта Паркера

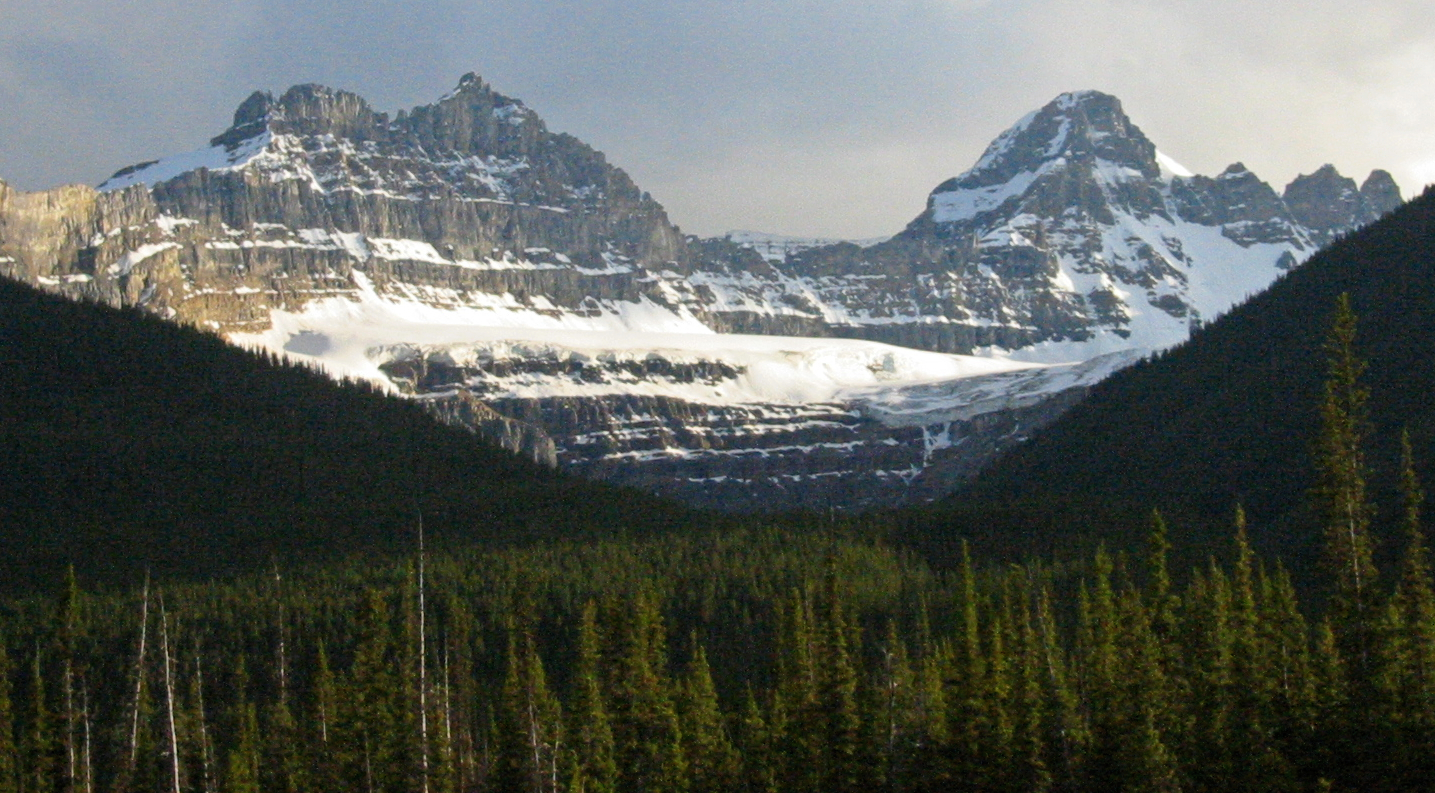
Машрум-Пик (слева) и Диадем-Пик (справа). Вид от провинциального шоссе Альберты №93.

Летом 1898 года Дж. Норман Колли, Хью Статфилд и Герман Вулли поднялись на Вулли-Крик и сначала намеревались достичь вершины горы Вулли, взобравшись на ледяное поле, разделяющее Вулли и Диадем-Пик. Однако после кратковременного ливня, который заставил их укрыться среди скал, они только начали готовить канат для восхождения на ледяное поле, когда сильный обвал льда с вершины заставил их переключиться на пик Диадема. Группа поднялась по юго-восточному гребню вдоль рыхлого сланца и льда, в конце концов обнаружив небольшой выступ скалы, который привёл их к вершине 25 августа. Колли зарегистрировал начальную высоту 3505 м с помощью ртутного барометра. С использованием кошек трудности маршрута по юго-восточному гребню уменьшались за счёт прохождения по неглубокой снежной лощине на большей части пути.
В 1962 году Уильям Бэкингем и Билл Хукер поднялись на Диадем-Пик по маршруту, который сейчас известен как маршрут Южного хребта. Этот маршрут сначала проходит по рыхлым уступам скал, чтобы добраться до снежно-ледового кулуара, по которому следует следовать до тех пор, пока ледник не выровняется. Пройдя налево через скалу к леднику, маршрут следует по леднику до седла Вулли-Диадема, где после лёгкого подъема по гребню достигается вершина Диадемы. Джим Эльзинга и Джефф Маршалл совершили первое восхождение по смешанному маршруту по северному склону Диадемы в июле 1981 года. Этот маршрут известен как «Скромная лошадь» (IV, 5.7, W4).

## Геология
Как и другие горы в парке Банф, вершина Диадем-Пик состоит из осадочных пород, отложившихся в период от докембрия до юрского периода. Образовавшаяся в мелководных морях, эта осадочная порода была вытолкнута на восток и за верхнюю часть более молодой породы во время Ларамийского орогенеза.

## Климат
По классификации Кёппена Диадем-Пик находится в субарктической климатической зоне с холодной снежной зимой и умеренным летом. Зимние температуры могут быть ниже −20°C, при жёсткости погоды — ниже −30°C.